# John W. Weeks
John Wingate Weeks (* 31. März 1781 in Greenland, Rockingham County, New Hampshire; † 3. April 1853 in Lancaster, New Hampshire) war ein US-amerikanischer Politiker. Zwischen 1829 und 1833 vertrat er den Bundesstaat New Hampshire im US-Repräsentantenhaus.

## Werdegang
John Weeks besuchte die öffentlichen Schulen seiner Heimat und wurde anschließend Zimmermann. Während des Britisch-Amerikanischen Krieges von 1812 stellte er eine Kompanie auf, die er einem Infanterieregiment der US-Armee unterstellte und als Hauptmann kommandierte. Später wurde er zum Major befördert.
Nach dem Krieg zog er in das Coos County, wo er einige lokale Ämter ausübte. Politisch war er ein Anhänger von Andrew Jackson, dessen Demokratischer Partei er sich anschloss. Bei den Kongresswahlen des Jahres 1828, die staatsweit abgehalten wurden, wurde er für das sechste Abgeordnetenmandat von New Hampshire in das US-Repräsentantenhaus in Washington, D.C. gewählt. Dort trat er am 4. März 1829 die Nachfolge von Joseph Healy an. Nach einer Wiederwahl im Jahr 1830 konnte er bis zum 3. März 1833 zwei Legislaturperioden im Kongress absolvieren. Diese waren überschattet von heftigen Diskussionen um die Politik von Präsident Jackson. Dabei ging es vor allem um dessen Plan der Zerschlagung der Bundesbank und die Weigerung des Staates South Carolina, ein Einfuhrzollgesetz anzuerkennen. Dieser Konflikt eskalierte zur Nullifikationskrise.
Nach dem Ende seiner Zeit im Repräsentantenhaus ist Weeks politisch nicht mehr in Erscheinung getreten. Er widmete sich seinen privaten Angelegenheiten und starb am 3. April 1853 in Lancaster. John Weeks war der Großonkel von John Wingate Weeks (1860–1926), der zwischen 1905 und 1919 den Staat Massachusetts in beiden Kammern des Kongresses vertrat und später US-Kriegsminister wurde.